# Porina cestrensis
Porina cestrensis är en lavart som först beskrevs av Tuck. ex Michener, och fick sitt nu gällande namn av Johannes Müller Argoviensis. Porina cestrensis ingår i släktet Porina och familjen Porinaceae.   Inga underarter finns listade i Catalogue of Life.